# Thomas Kade
Thomas Kade (* 7. Februar 1955 in Halle (Saale), DDR) ist ein deutscher Schriftsteller.

## Leben und Werk
Kade lebt seit 1961 im Ruhrgebiet, seit 1980 in Dortmund. Neben seiner schriftstellerischen Tätigkeit wirkte er 1988/89 als Kulturpädagoge bei der Volkshochschule Dortmund, 1990/92 beim Verein für Literatur Dortmund in der Projektleitung der Europäischen Literaturtage, 1993/95 als Pressereferent bei einem Wissenschaftsverein im Technologiezentrum Dortmund, sowie als Projektleiter der Dortmunder Lyrikwochen (88, 90, 96 und 98) und des Literaturfestivals LesArt (2000). Zudem ist Kade als Buchhändler tätig gewesen und als Sozialpädagoge beim Multikulturellen Forum Lünen (2011–14 und 2016). Kade veröffentlicht seit 1983  Gedichtbände sowie Beiträge in Zeitschriften, Zeitungen und Anthologien.
Kade ist Mitglied im Verband deutscher Schriftstellerinnen und Schriftsteller (VS) seit 1987 (Bezirkssprecher 88/90), Gründungsmitglied (1989) im Verein für Literatur e.V. Dortmund (im Vorstand 1995–2009), Gründer des Autorenstammtisches Dortmund und dessen Leiter seit 1987 und Gründer und Vorsitzender im Förderverein LiteraturRaum DortmundRuhr 2018.

## Werke
- Die Seiltänzer sind arbeitslos. Gedichte/Kurzprosa. Verlag Rote Welle, Hamburg 1983.
- Flugasche Edition I. Gedichte. Flugasche Verlag, Stuttgart 1983.
- Landschaft mit Stehgeiger. Gedichte. Flugasche Verlag, Stuttgart 1987, ISBN 3-925286-04-7.
- Eine fremde bewegliche Sache. Gedichte. Flugasche Verlag, Stuttgart 1994, ISBN 3-925286-21-7.
- mit Eva von der Dunk: StadtLandFluss. Gedichte/Erzählgedichte. Vorsatz Verlag. Dortmund 1999.
- Die Augen beim Lieben. Eine Romanze in Kunst, Körpern, Köpfen und (fast ganz) in Schwarz. Vorsatz Verlag, Dortmund 2002, ISBN 3-9805503-5-4.
- Fernabfrage. Versuch einiger Gedichte über Liebe, Tod und andere Details oder erlesene Proben poetischer Nebenstunden. Vorsatz Verlag, Dortmund 2005, ISBN 978-3-9805503-6-9.
- Körper Flüchtigkeiten. Gedichte. Vorsatz Verlag, Oelde und Dortmund 2011, ISBN 978-3-943270-01-3.
- Hautarrest. Geschichten vom Groß- und Kleinwerden, auch einige Erschöpfungsgeschichten, nebst ungezählten Trauerreden und wenigen Freudentänzen. Projekt Verlag, Bochum 2021, ISBN 978-3-89733-538-7.
- Lesebuch Thomas Kade. Zusammengestellt und mit einem Nachwort von Josef Krug. Nylands Kleine Westfälische Bibliothek 116, Aisthesis Verlag, Bielefeld 2022. ISBN 978-3-8498-1833-3.
- Lesebuch Thorsten Trelenberg. Zusammengestellt und mit einem Vorwort von Thomas Kade, Nyland Stiftung im Aisthesis Verlag, Köln 2023, ISBN 978-3-8498-1889-0.
- Lesebuch Jürgen Wiersch. Zusammengestellt und mit einem Nachwort von Thomas Kade, Nyland Stiftung im Aisthesis Verlag, Köln 2024, ISBN 978-3-8498-1989-7.
- Die Natur des Menschen oder Vertrieben worden sein. Lyrische und prosaische Erdlager. edition offenes feld, Dortmund 2025,  ISBN 978-3-7693-2813-4.

Als Herausgeber und Mitautor:
- Die lynchen uns. Kriminalistischer Kettenroman. Verlag Dortmunder Buch 2016, ISBN 978-3-945238-12-7.

Zusammen mit Matthias Engels (Hrsg.) und Thorsten Trelenberg (Hrsg.):
- Schön hier! Lieblingsplätze und Herzensorte in Westfalen. Verlag Dortmunder Buch 2017, ISBN 978-3-945238-17-2.
- Glücksorte in Dortmund. Ein Reiseführer. Düsseldorf 2018, ISBN 978-3-7700-2070-6
- Die Zeche zahlen. Ein Lexikon der anderen Art. Verlag Dortmunder Buch 2019, ISBN 978-3-945238-35-6.
- all over heimat. Anthologie. Stories und Friends, Lehrensteinsfeld 2019, ISBN 978-3-942181-89-1.
- Nachbarschaft Neighbourhood. Verlag Dortmunder Buch 2020, ISBN 978-3-945238-38-7.

Als Herausgeber (mit Thorsten Trelenberg) und Mitautor:
- Kafka Selfies. Verlag Dortmunder Buch, Dortmund 2024, ISBN 978-3-945238-96-7.
- Beuys! Beuys! Beuys! Oder Alles in Butter. Verlag Dortmunder Buch, Dortmund 2023, ISBN 978-3-9452-388-99.
- Lebensfugen. Es sind noch Lieder zu singen. Über Paul Celan. Verlag Dortmunder Buch, Dortmund 2023, ISBN 978-3-9452-3890-5.
- LiteraturRaumDortmundRuhr. Ein Lesebuch. Verlag Dortmunder Buch, Dortmund 2021, ISBN 978-3-9452-3863-9.
- Diesen Klängen folgen. Verlag Dortmunder Buch, Dortmund 2020, ISBN 978-3-9452-3846-2.

## Auszeichnungen
- Gewinner des „Offenen Textwettbewerbs“ der Literarischen Werkstatt Herne 1975
- Arbeitsstipendien des Landes Nordrhein-Westfalen 1993 und 2002 (Lyrik)
- 3. Preis beim Günter Bruno Fuchs-Literaturwettbewerb 2012 (Kurzgeschichte)
- Autorenstipendium der Kunststiftung NRW für einen Erzählungsband 2015
- Postpoetry-Preis 2015
- Arbeitsstipendium des Landes Nordrhein-Westfalen 2018 (für Erzählungen)
- Postpoetry-Preis 2019